# Hypnella ambrosia
Hypnella ambrosia är en bladmossart som beskrevs av M. A. Lewis och Bruce H. Allen 1992. Hypnella ambrosia ingår i släktet Hypnella och familjen Sematophyllaceae. Inga underarter finns listade i Catalogue of Life.